# La Grande Bagarre de don Camillo
Série Don Camillo
Le Retour de don Camillo
(1953) Don Camillo Monseigneur
(1961)
Pour plus de détails, voir Fiche technique et Distribution.

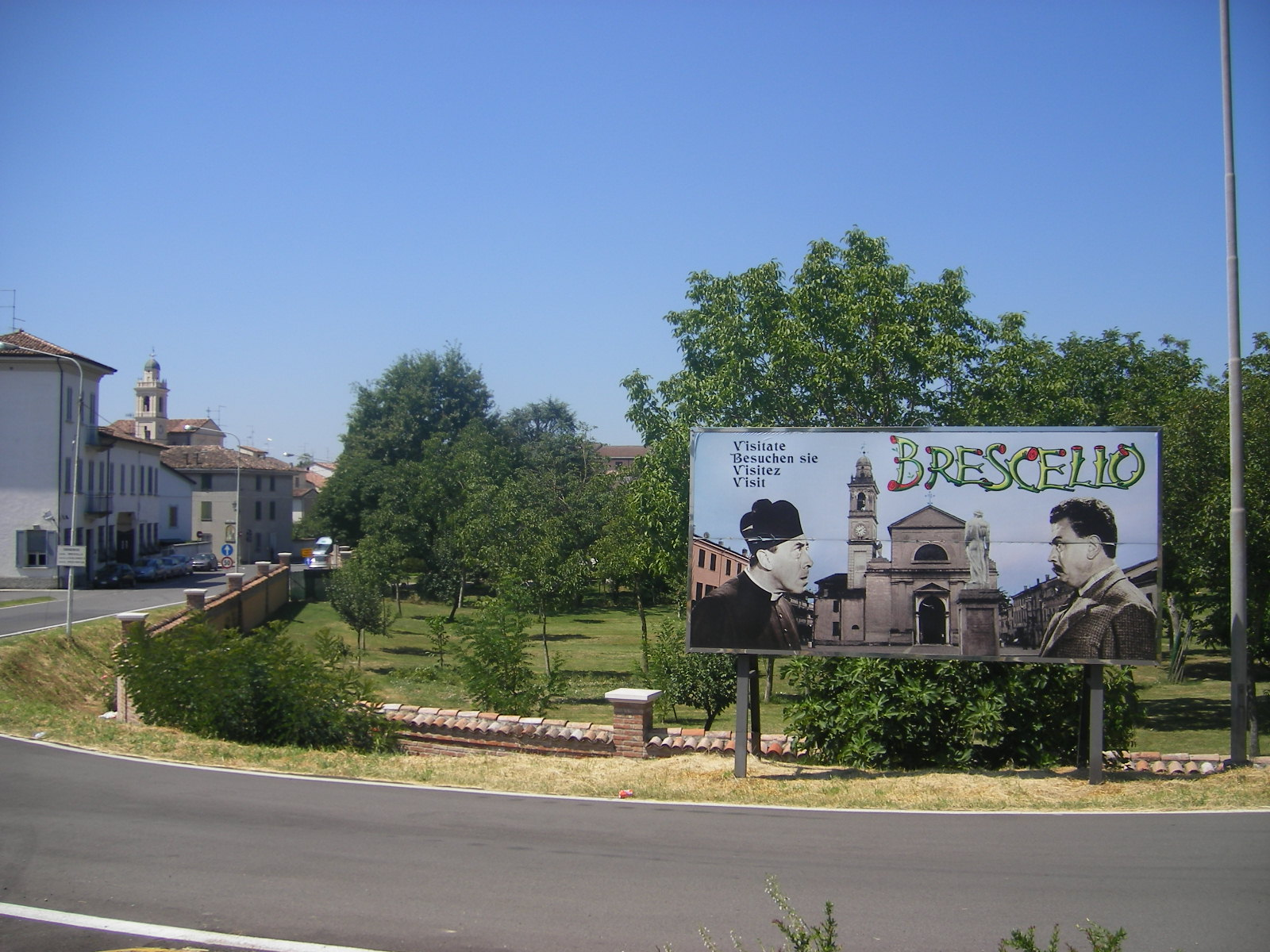
Panneau à la gloire des deux irréductibles à Brescello.

La Grande Bagarre de don Camillo (Don Camillo e l'onorevole Peppone) est un film italo-français réalisé par Carmine Gallone et sorti en 1955.
Il fait suite au film Le Retour de don Camillo et précède Don Camillo Monseigneur.

## Résumé
Don Camillo discute avec le Christ de l'événement qui agite le petit village de Brescello : le maire communiste, Peppone, se présente à la députation. Mais pour cela, il lui faut passer son certificat d'études. Le brave Peppone va heureusement bénéficier durant son examen d'un coup de pouce intéressé de don Camillo, et gagner l'élection.

## Fiche technique
- Titre français : La Grande Bagarre de don Camillo
- Titre italien : Don Camillo e l'onorevole Peppone
- Réalisation : Carmine Gallone, assisté d'Alberto Cardone
- Scénario : Giovannino Guareschi, Leo Benvenuti, Age (Agenor Incrocci), Furio Scarpelli d'après les personnages de Giovannino Guareschi
- Dialogues français : René Barjavel
- Décors : Virgilio Marchi, assisté de Luigi d'Andria, Fernando Ruffo
- Costumes : Pia Marchesi
- Photographie : Anchise Brizzi
- Son : Bruno Brunacci et Oscar di Santo
- Montage : Nicolo Lazzari
- Musique : Alessandro Cicognini
- Production : Angelo Rizzoli (exécutif) ; Virgilio Marchi (délégué) ; Jone Tuzi (directeur de production)
- Société de production : Rizzoli Films
- Tournage : avril-mai 1955 en Italie
- Format : noir et blanc - 35 mm - 1,37:1 - Son mono
- Genre : Comédie
- Dates de sortie : 
  - Italie : 25 octobre 1955
  - France : 18 novembre 1955 (à Paris)

## Distribution
- Fernandel (doublé en italien par Carlo Romano) : Don Camillo, le curé
- Gino Cervi (V.F : Jacques Eyser) : Giuseppe Bottazzi dit « Peppone », le maire
- Leda Gloria (doublée en italien par Rina Morelli) : Maria, l'épouse de Peppone
- Carlo Duse : Le Bigio
- Umberto Spadaro (doublé en italien par Lauro Gazzolo) : Bezzi, le paysan
- Memmo Carotenuto (doublé en italien par Césare Fantoni) : Spiccio
- Marco Tulli (doublé en italien par Stefano Sibeldi) : Smilzo
- Saro Urzì (doublé en italien par Mario Pisu) : Brusco, le barbier
- Paolo Stoppa : Marchetti
- Claude Sylvain (doublée en italien par Dhia Cristiani) : Clotilde Mari, la secrétaire de Peppone
- Guido Celano : Le maréchal des carabiniers
- Giovanni Onorato : Lungo
- Jean Debucourt : le Christ (voix)
- Luigi Tosi (doublé en italien par Gualtiero de Angelis) : le juge
- Stefano Alberici : le fils de Maria et de Peppone
- Gaston Rey : Bolini
- Lamberto Maggiorani : un démocrate chrétien
- Giuseppe Vinaver : un opposant politique
- Manuel Gary : un délégué de Peppone
- Renzo Giovampietro : le prisonnier blessé et mourant
- Gustavo de Nardo : Filleti
- Spartaco Pellicciari : ?
- Giuseppe Varni : un démocrate chrétien
- Vincent Barbi : ?
- Enrico Canestrini : ?
- Emilio Cigoli : narrateur (non crédité)
- Renzo Ricci : voix italienne de Jésus
- Mario Siletti : Stiletti

## Production

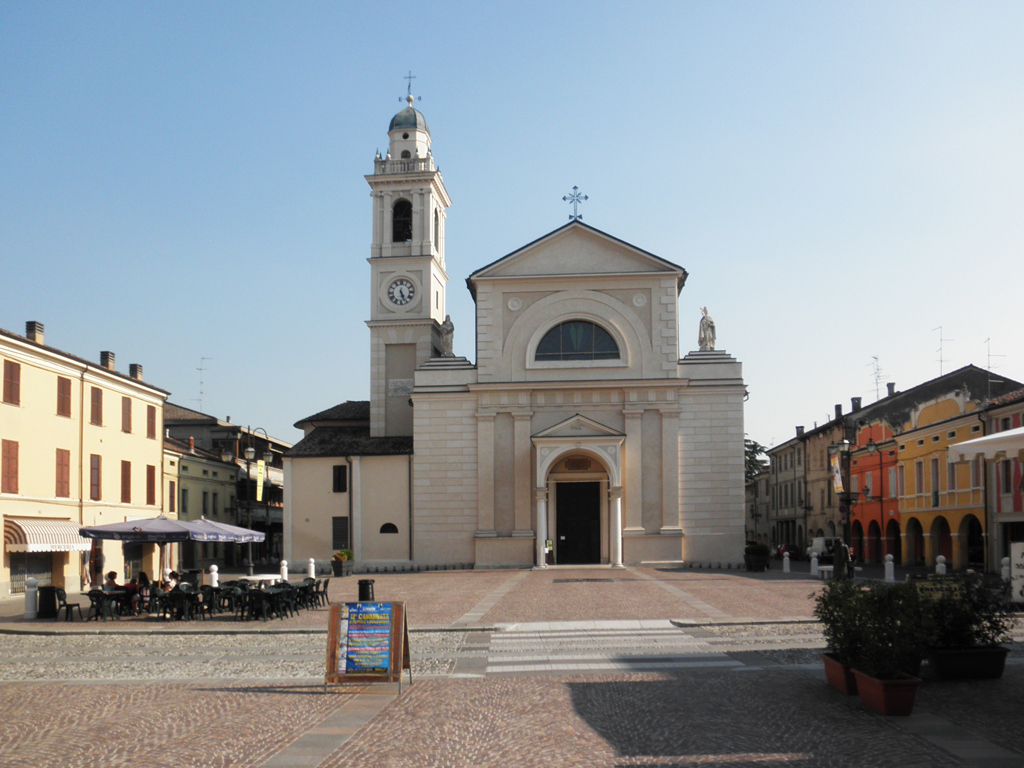
Église de Brescello où officie Don Camillo

L'intérieur de l'église (et autres décors), des trois premiers films, a été tourné aux studios de la Cinecittà, à Rome. Dans les deux derniers films, l'intérieur de l'église est celui de l'église de Brescello.

## Suites
1. 1961 : Don Camillo Monseigneur
2. 1965 : Don Camillo en Russie
3. 1970 : Don Camillo et ses contestataires (film inachevé)